# Responso
El responso es una forma musical, de origen escocés gaélico, y todavía usada en las iglesias de lengua gaélico escocesa, transmitida básicamente a través de los libros de himnos de los metodistas, con finalidad didáctica: para mejor aprenderse los textos, el predicador cantaba un verso y la congregación lo repetía después.
Esta fórmula se transmitió a los espirituales negros, básicamente gracias a la obra del predicador inglés Isaac Watts, cuya edición de 1820 fue muy popular en el sur de la Unión y también a través de los refugiados escoceses de lengua gaélico escocesa, que fueron expulsados de las montañas escocesas, y que cogieron esclavos negros para sus nuevas plantaciones americanas. Así, en las iglesias del sur de Estados Unidos, el solista, normalmente el propio predicador, cantaba (a veces improvisando) un verso y el coro lo repetía, de forma rítmica. Esta fórmula, usual en la música afroamericana derivada de los espirituales (góspel, soul ...), se conoce como Call and response (en español, llamada y respuesta). También en la música africana, y en otras músicas folclóricas, existen este tipo de estructuras.
En español, responso se suele aplicar a las oraciones dedicadas a los difuntos. Ello se debe a que, tradicionalmente, adoptaban esta forma.